# Цветана Каменова
Цветана Николаева Каменова е български юрист в областта на международното частно право, авторското право и международната закрила на правата на човека.

## Ранни години и образование
Родена е през 1950 г. в София. Завършила е Първа английска гимназия през 1968 г. През 1973 година завършва право в Юридическия факултет на Софийския университет, а през 1979 година защитава докторат в катедрата по международно право в Московския университет. Провежда специализации по международно право в Хага (1981), по право на европейските общности във Флоренция (1991) и в института „Рене Касен“ в Страсбург (1992).
Умира на 17 февруари 2018 г.

## Академична кариера
Между 1992 и 1999 година проф. Каменова е декан на Юридическия факултет на Пловдивския университет. От 1995 до 2006 година е директор на Института по правни науки към БАН. Чела е лекции в Нов български университет, както и в Колумбийския университет в Ню Йорк, университета на Орегон, в Алма Ата, Казахстан. До смъртта си е била редовен професор в Юридическия факултет при УНСС. Автор е на публикации, монографии и книги в областта на международното право.

## Съдия в Хага
На 24 август 2005 година Каменова е избрана за един от 27-те съдии в състава на Хагския трибунал от Общото събрание на ООН. Мандатът ѝ е еднократен, със срок 4 години.
Член на Изпълнителния съвет на Международния институт за унифициране на частното право (УНИДРОА), Рим от 1994 до 1998 г. След 1998 г. – почетен член на Изпълнителния съвет на същия институт.

## Награди, признания и членства
На 15.07.2016 година акад. Стефан Воденичаров удостоява проф. д.ю.н Цветана Каменова с Отличителния знак за заслуги към БАН. Наградата се дава като признание за заслугите ѝ в областта на международното публично и частно право и правото на ЕС и на международната защита на правата на човека.
Член на Комисиите от експерти към Народното събрание за измененията на Конституцията с оглед на членството на Република България в Европейския съюз.
Член на работни групи към Министерството на правосъдието с оглед ратифициране на международни конвенции (по-специално на конвенциите, приети от Хагската конференция по международно частно право).
Член на Консултативния съвет по правни въпроси към Министъра на външните работи.
Експерт по проекти на ООН и на Европейския съюз в областта на правата на човека и юридическото образование (Таджикистан – UNTOP, UNDP; Сърбия – делегация на Европейския съюз).
Арбитър в Арбитражния съд на Българската търговско промишлена палата от 1991 г.
Член на Американската асоциация по международно право от 2005 г.
Член на Изпълнителния комитет на Асоциацията по международно право със седалище в Лондон – от 2012 г.
Председател на Българската асоциация по сравнително право – от 2006 г.
Член на Изпълнителния комитет на Българската асоциация по международно право.